# Старий університет (Гайдельберг)

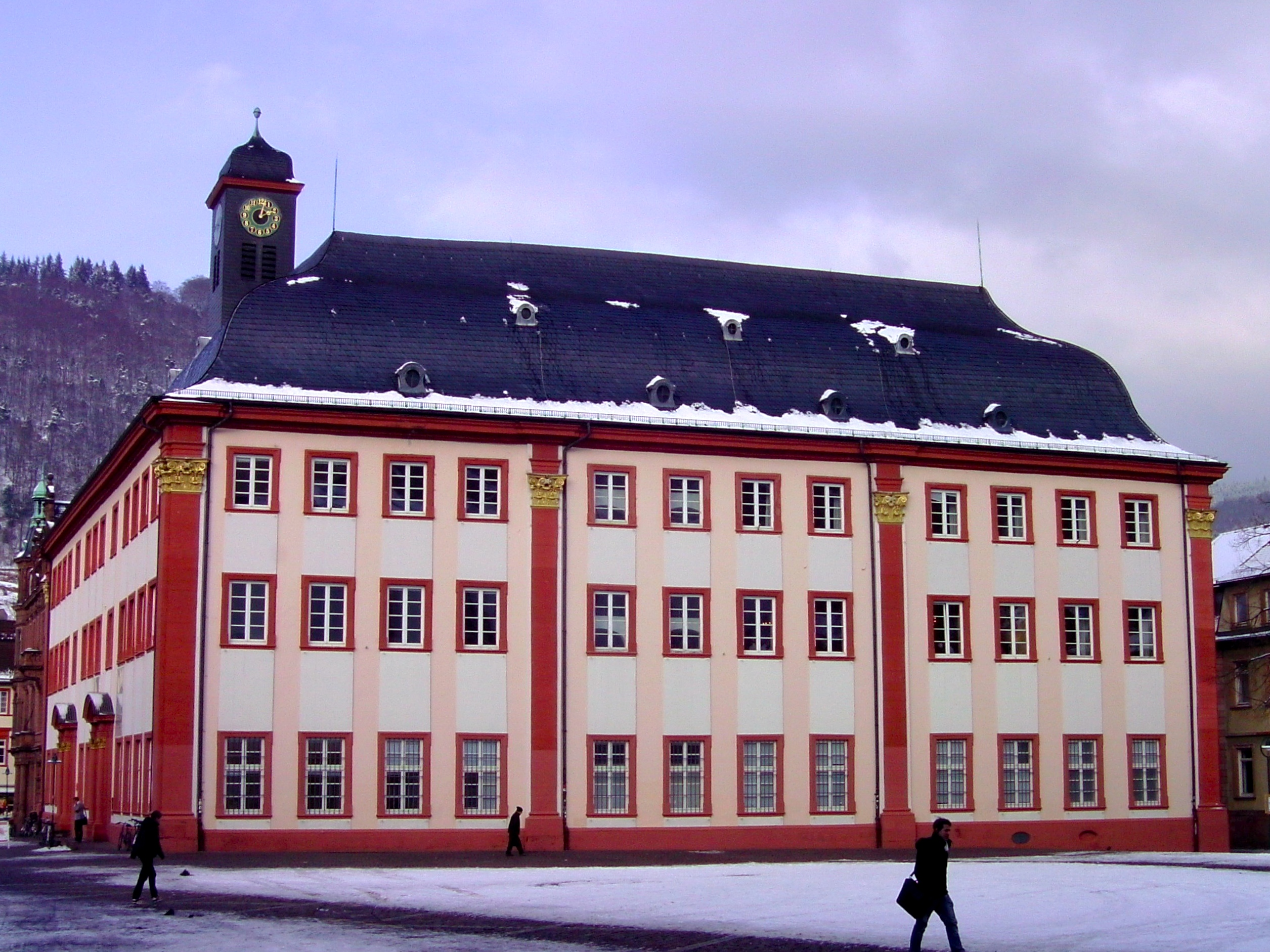
Старий університет взимку

Старий університет — стара будівля Гайдельберзького університету в стилі бароко, розташована в Старому місті Гейдельберга .

## Історія

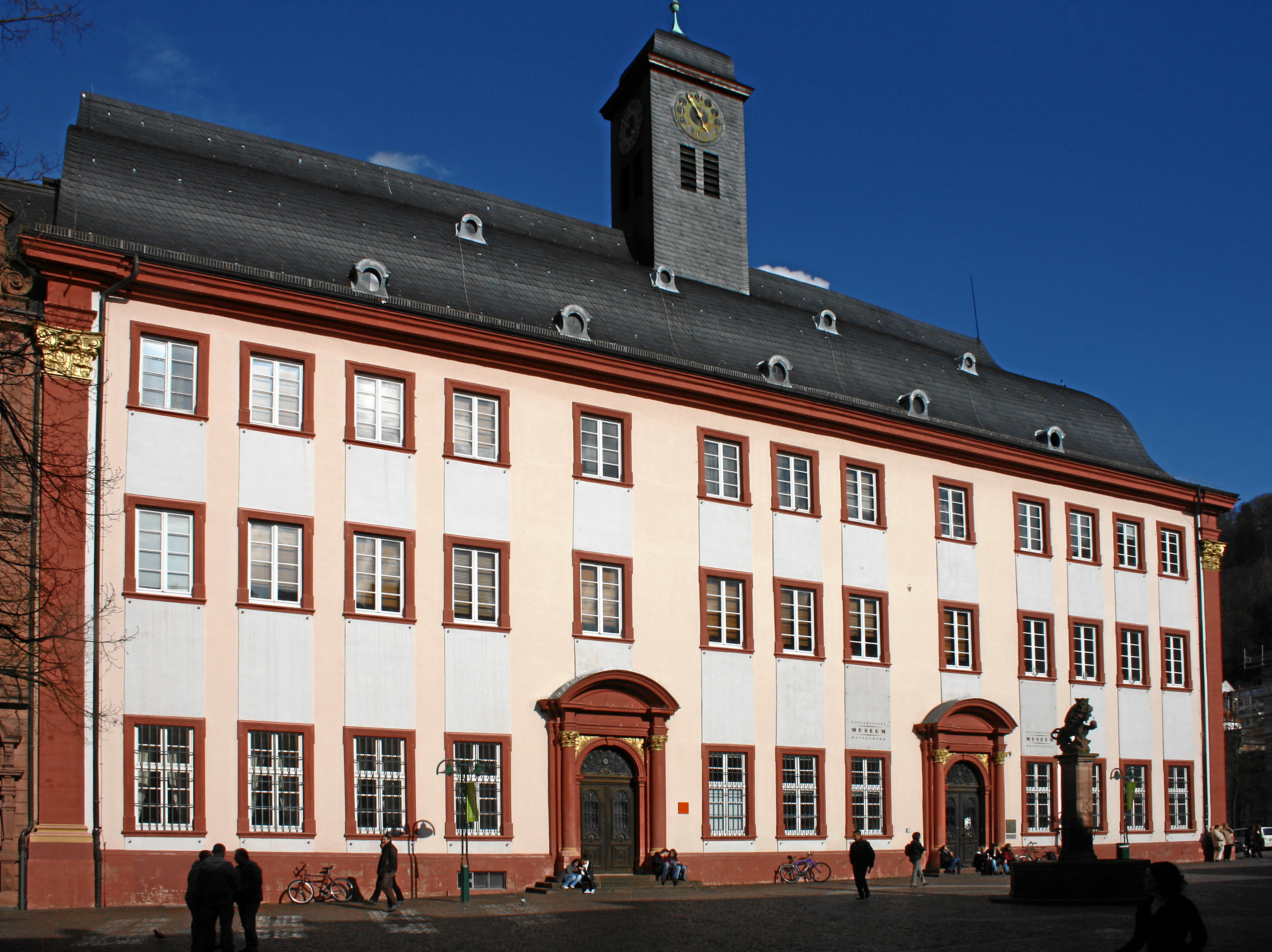
Західне крило старого університету

Старий університет будувався 23 роки, з 1712 по 1735 рік, за планами архітектора Йоганна Адама Брейніга. Будівля замінила чотириповерхову будівлю університету, яка стояла на цьому ж місці й називалась «Казиміріанум» на честь пфальцграфа Йоганна Казимира, який збудував її в 1591 році. Будівельні роботи були частиною реконструкції Гайдельберга після руйнувань, які місто зазнало у Війні за пфільцтську спадщину (1688—1697). Будівля була названа Domus Wilhelmiana на честь спонсора будівництва курфюрста Йоганна Вільгельма. З нагоди 500-річчя Гайдельберзького університету в 1886 році стара аудиторія в західному крилі будівлі була перепланована в стилі неоренесансу. Назва Старий університет виникла на початку 1930-х років після будівництва Нового університету на протилежному боці Університетської площі.

## Використання

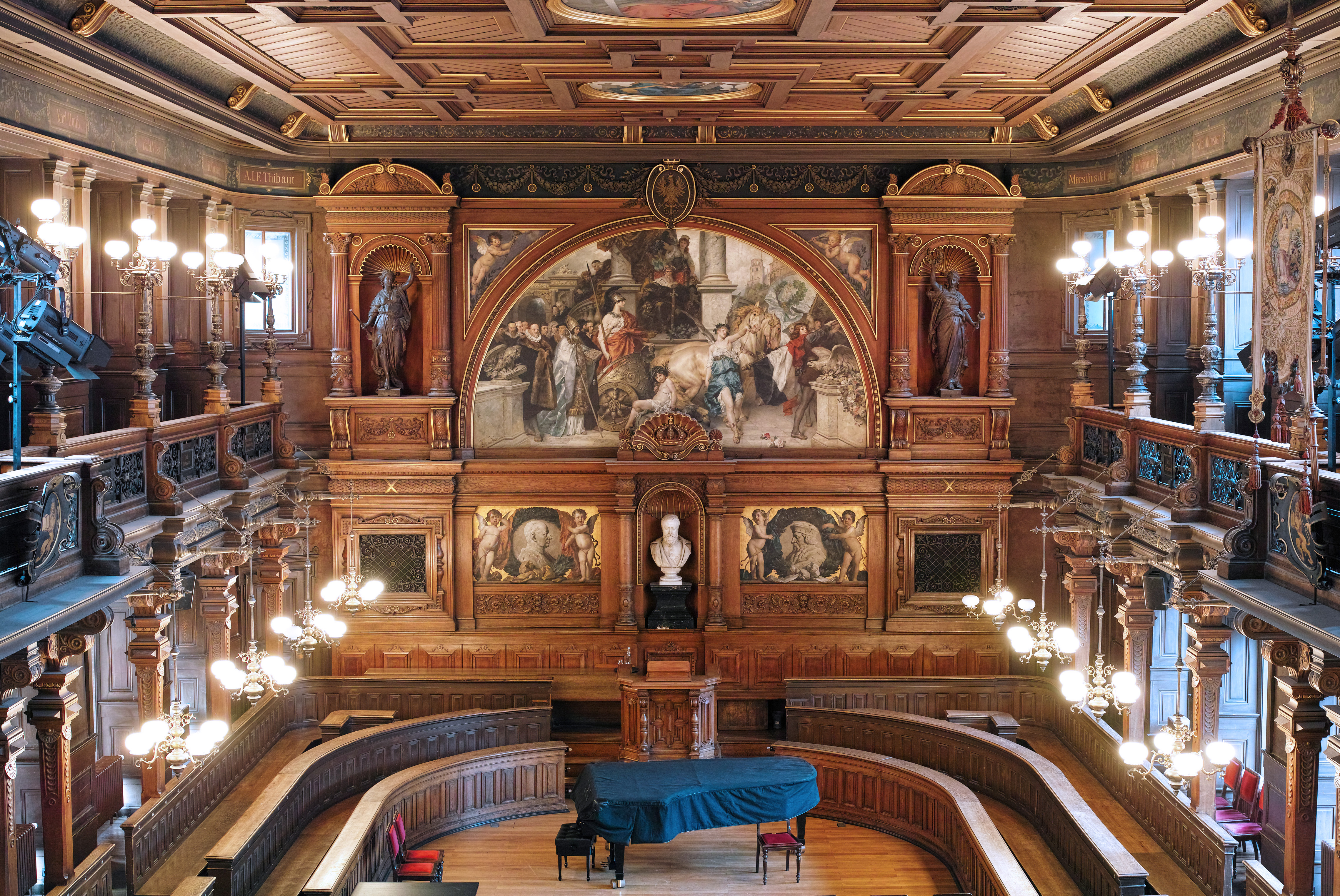
Стара зала Гайдельберзького університету

Стара зала тепер використовується для спеціальних заходів, таких як концерти, читання, лекції та урочистості з нагоди вручення премій. У старому університеті також розміщено офіс ректорату та створений у 1996 році музей університету.
До старого університету прилягає Гайдельберзький студентський карцер, вхід в який розташований на Августінерґассе, з протилежного боку від головного входу в Старий університет. Раніше тут як дисциплінарне покарання тримали заарештовуваних студентів.
Фонтан лева перед західним фасадом Старого університету століттями слугував жителям Гайдельберга одним із найважливіших джерел питної води.